# Jakob Fehr (Politiker)
Jakob Fehr (* 1. Oktober 1828 in Kleinandelfingen; † 22. August 1885 ebenda) war ein Schweizer Bäcker, Jurist und demokratischer Politiker.

## Leben

### Familie
Jakob Fehr war der Sohn von Jakob Fehr, Wundarzt, Landwirt, Bäcker und Wirt.
Er war seit 1855 mit Louise, die Tochter des Müllers Johannes Moser, verheiratet; sein Schwager war der Politiker Johannes Moser.

### Werdegang
Jakob Fehr erhielt eine Lehre als Bäcker und Wirt in Winterthur und führte bis 1858 das väterliche Geschäft, bis er Redaktor des ab 1857 publizierten Anzeigers von Andelfingen wurde.

### Politisches und gesellschaftliches Wirken
Von 1854 bis 1864 war Jakob Fehr Mitglied des Kreisgerichts, dessen Präsident er 1861 wurde. Ab 1862 war er Mitglied des Bezirksgerichts und wurde 1866 dessen Präsident.
Von 1870 bis 1884 war er als Oberrichter des Obergerichts des Kantons Zürich tätig und galt als einer der besten Kenner des zürcherischen Zivilprozesses; 1882 wurde er Vizepräsident des Obergerichts und 1883 Präsident der Rekurs- und Anklagekammer des Obergerichts.
Jakob Fehr hatte bereits Mitte der 1860er Jahre das Wahlsystem kritisiert und wurde zu einem Führer der Demokratischen Bewegung.
Er war von 1866 bis 1878 Zürcher Grossrat bzw. Kantonsrat sowie vom 3. Dezember 1866 bis zum 1. Januar 1875 Nationalrat. 1867 wurde er Mitglied des Aktionskomitees der Demokratische Bewegung im Kanton Zürich. Von 1868 bis 1869 war er im Verfassungsrat Mitglied der 35er-Kommission, die den Verfassungsentwurf für die Verfassung des Kantons Zürich von 1869 erarbeitete.